# 韓炳衡
韓炳衡（1572年—？年），號𣏞潄，陝西省延安府保安縣人，明朝政治人物。

## 生平
辛卯陕西鄉試三名舉人，萬曆三十八年（1610年）庚戌科進士。禮部觀政，三十九年授山西襄垣縣知縣，四十四年丙辰留部，授刑部雲南司主事。崇祯四年（1631年）任開州知州。

## 家族
曾祖韓玘，祖韓一德，父韓栢，母牛氏（贈孺人）。永感下。子璜齊；桞齊；張齊；岳齊。